# Музей сучасного мистецтва (Стокгольм)
Музей сучасного мистецтва в Стокгольмі, Швеція.

## Історія
З'явився в 1958 році. Першим директором був Отто Скельд. У 1994–1998 будівля музею була перебудована за проектом  Рафаеля Моне, одну з галерей спланував Ренцо П'яно. З 2010 музей очолює Даніель Бірнбаум. Основна експозиція спочатку була безкоштовною.

## Колекція

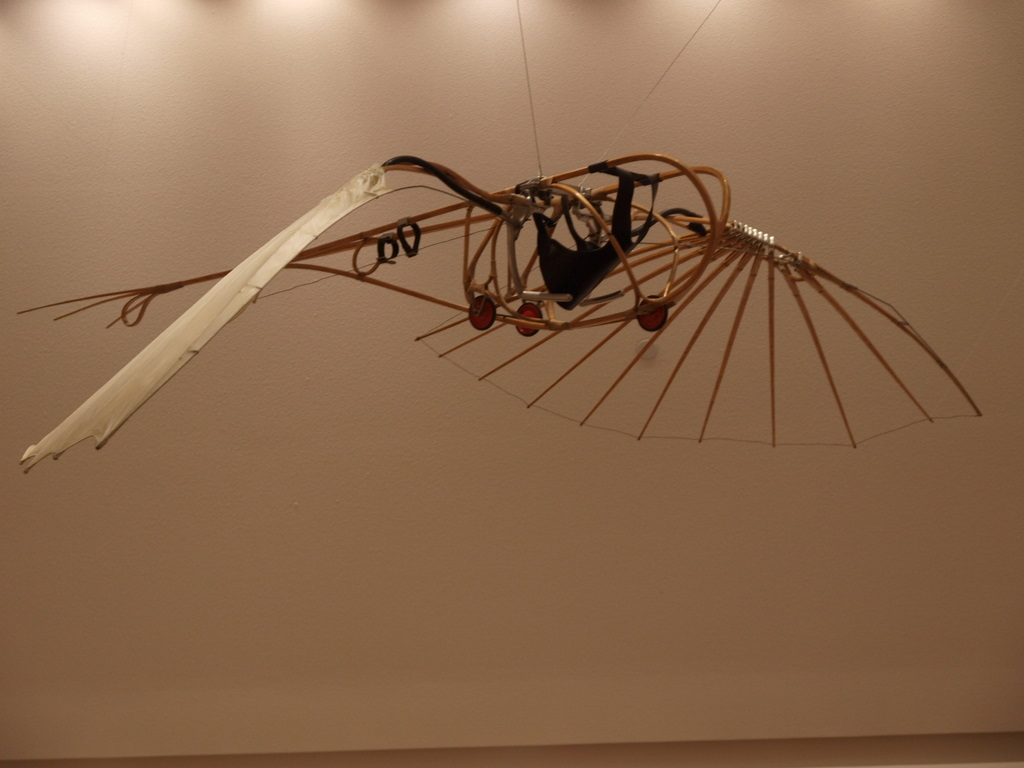
Летатлин в Стокгольмському музеї сучасного мистецтва

У музеї представлено близько 100 тисяч зразків сучасного мистецтва, включаючи роботи Матісса, Пікассо,  Малевича, Альберто Джакометті, Джорджо де Кіріко, Дали, Марселя Дюшана, Олександра Колдера,  Луїзи Буржуа, Енді Уорхола  Жана Тенглі і Нікі де Сен Фаль,  Роберта Раушенберга,  Пера Кіркебі,  Ульріха Рюкріма,  Дена Грема, а також російських  конструктивістів,  вежі Татліна (Монумент Третього інтернаціоналу) та інших його речей.
У 1993 році з музею були вкрадені 6 робіт Пікассо та 2 роботи  Жоржа Брака, загальною вартістю понад 40 млн фунтів стерлінгів. Три речі Пікассо були потім знайдені і повернені.

## Менеджери
- Отті Сколд (швед. Otte Sköld)
- Бо Венберг (швед. Bo Wennberg)
- швед. Pontus Hultén
- Філіп ван Шанц (швед. Philip von Schantz)
- Керін Ліндігрін (швед. Karin Lindegren)
- Оллі Гранач (швед. Olle Granath)
- Бйорн Спрінгфілд (швед. Björn Springfeldt)
- Девід Елліот (швед. David Elliot)
- Ларс Ніттві (швед. Lars Nittve)
- Даніель Бірнбаун (швед. Daniel Birnbaum)

## Парк скульптур
За музеєм знаходиться парк скульптур з роботами в тому числі Олександра Колдера і Нікі де Сен-Фалья.